# 堤義明
堤 義明（つつみ よしあき、1934年〈昭和9年〉5月29日 - ）は、日本の実業家。西武鉄道グループの元オーナー。父は西武グループの基礎を一代で築き上げた堤康次郎。元西武百貨店会長兼旧セゾングループ（西武流通グループ）代表・小説家の堤清二（辻井喬）は兄（異母兄）。アメリカの経済誌フォーブスが発表する世界長者番付で総資産額が世界一となったこともあるが、西武グループの度重なる不祥事の責任を取って一線を退き、その後にインサイダー取引の罪で有罪判決を受けた。

## 経歴

### 生い立ち
東京の実業家の堤康次郎と内縁関係にある石塚恒子の間に生まれる（未入籍）。母恒子は新潟県出身の歯科医師で衆議院議員を務めた石塚三郎の娘。康次郎にとっては三男に当たる。
麻布中学校・高等学校を経て、早稲田大学第一商学部に入学。同級生に倉本聰がいた。早稲田大学観光学会というサークルを立ち上げる。なお、元西武鉄道社長（兼西武ライオンズオーナー代行）戸田博之・元プリンスホテル社長（兼西武ライオンズオーナー代行）山口弘毅・元西武ライオンズ社長小野賢二も、同サークルの二年下の後輩であり、元コクド社長三上豊（みのる）は早稲田大学空手部に所属、義明が学生時代から手掛けていたリゾート事業地の警備の手伝いをしていた。

### 父からのスパルタ帝王学
父のスパルタぶりは相当なもので、同じことを二度言わせると言葉より鉄拳が飛んできたという。
父・康次郎は「長たるものは人の三倍は働け」という訓を発しているように、毎朝四時起きで片っ端から系列企業のトップを電話で叩き起こし、その日の指示を電光石火のように浴びせていた。父が寝る九時以降は、時の総理であっても起こすことが許されなかったため、帝王学を受けていた義明は、常に旅館やホテルで父が寝る部屋に通じる電話交換台の穴にチリ紙を丸めて突っ込み、父の部屋に電話を絶対につながないように手を打っていたのだが、ある日それを忘れてしまった時の父の雷帝振りは、義明自身が「生きた心地がしなかった」と言うほどであったという。
大学在学中の1956年、康次郎から“冬の軽井沢に人を呼ぶ方法を考えろ”と言われ、観光学会の仲間と軽井沢スケートセンターを開設、成功を収める。また、海の近くにプールを作るという奇策と揶揄された大磯ロングビーチ（1957年）も成功させる。これは、義明の卒業論文を実行に移したものである。また、スキーシーズン以外でも氷を砕けば滑走可能というアイディアから1959年に狭山スキー場、1961年12月には苗場国際スキー場と苗場プリンスホテルを開業させる。

### 西武鉄道グループの後継者
1964年に康次郎が死去。グループ内では幼少期から康次郎に付きっきりで帝王学を徹底的に叩き込まれた義明が継ぐことは周知の事実であったが、世間では当時無名の義明と違い、辻井 喬のペンネームで有名な詩人の兄・堤清二が世間では圧倒的に知られており、無名の義明が西武グループを引き継ぐことに驚きの声があがった。グループオーナー就任後10年程は遺訓通りに康次郎の事業を忠実に引き継ぎ、沈黙を保った。ただし清二に対する複雑な感情と配慮から、自らがいったんは相続した流通部門を改めて清二に任せ、代わりに清二からホテル事業を譲り受け、「兄弟会」を設置してグループの秩序維持に努めた。
1971年の康次郎の七回忌を機に、西武企業グループが鉄道グループ（義明）と流通グループ（清二）に分割されることとなる。
ちなみに自身の媒酌人は、赤坂プリンスホテルに事務局を置いていた清和研創始者福田赳夫。赳夫の長男・福田康夫は麻布の2年後輩で同じ早大卒で兄弟分、さらに赳夫の秘書だった小泉純一郎とも親交深かった。

### 西武王国

#### 野球事業
1976年、横浜市の市長だった飛鳥田一雄は市民球場を計画し、当時川崎球場が本拠地だった大洋ホエールズに市民球場に移ってもらう構想があったが、40億円という予算捻出に苦慮していた。それを聞いた堤義明は「西武建設に工事を一任すれば、予算は一銭もいりません」と飛鳥田に進言した。通常、球場の年間指定席は1年更改が常識だが、堤は一挙に「通用期間45年（コンクリートの耐用年数による）、一席250万円で800席で20億円、テレビ会社やスポンサーで20億円」とした。800席は1ヶ月で完売。スポンサーも殺到し、選定に頭を抱えるという事態になった。飛鳥田は横浜市民に税金投入無しで立派な野球場をプレゼントできた。
1978年にクラウンライターライオンズを買収し西武ライオンズのオーナーに就任（日本プロ野球協約では、複数球団の株式所有が禁じられているため横浜DeNAベイスターズの前身である大洋球団の株式を売却した。飛鳥田一雄横浜市長の要請で横浜スタジアムの建設費用も西武グループが融資していた）。
西鉄後期や福岡野球（中村長芳の個人オーナー企業のため、太平洋クラブ、クラウンライターを別途スポンサーとした）と経営者が変わっても低迷が続いていたライオンズだったが、西武による買収後は充実した最新鋭の設備を次々と導入し、当時監督だった根本陸夫に堤義明は「全てまかせるからやってくれ」と指示し、実際にチームづくりは監督の専権事項とし、フロントに口を出させないなどの改革を行った。これが功を奏して徐々に順位を上げ、1982年（昭和57年）に24年振りの日本一に輝くと、その後リーグ優勝5連覇、日本一3連覇などリーグ優勝計16回、日本一計10回に輝いた。
また、人気面でも子供が好むブルーや手塚治虫の漫画『ジャングル大帝』のキャラクターである「レオ」をチームカラーやシンボルマークに採用するなど、従来のイメージを一新した。レオのキャラクター商品は人気を集め、特に帽子は1979年（昭和54年）から9年間で500万個も発売されるなど、関東の子供の間では読売ジャイアンツの帽子と人気を二分するほどであった。野球場の観客層も従来の男性が単身でスポーツ新聞片手に観戦するスタイルから、子供連れの家族がレジャー感覚で観戦するスタイルに大きく変わった。
サービス面でも、当時の野球場では前試合のゴミが多く残り、トイレの悪臭が観客席にまで漂うほど汚い状態だったが、義明の指示により清掃要員を大幅に増員。客席も既存他球場の座席幅45cmから西武球場では50cmと大幅に拡大するなど観客の快適性を重視し、ゆったり清潔に観戦できるように整備した。
当時「不便な所沢に野球場を作っても人は集まらない」というのが世論だったが、「所沢を中心に半径30kmを描くと1,000万人が住んでいる。今までと違う楽しい球場を作れば必ず客は集まる」というのが義明の持論だった。結果的には上記の改革により、西鉄時代から凋落の一途を辿っていたライオンズの観客入場者数は、買収前には年間70万人であったが西武ライオンズ発足初年度の1979年（昭和54年）に100万人を突破し、以後チーム成績の向上とともにパ・リーグ最高入場者数を更新し続け、1988年（昭和63年）には190万人を記録するなど「黄金時代」を築き上げた。また、波及効果で西武球場周辺の西武園地区は年間1,000万人が訪れる一大観光地に発展した。
選手の待遇改善にも取り組み、西武球場隣接地に練習施設となる西武第二球場や選手が新人時代を過ごす「若獅子寮」を建設、寮に入る選手にはアンケートを実施し、壁紙やカーテン、絨毯の色なども希望通りの内装にした。1985年に入団した新人・清原和博を寵愛し、球団に対しても『清原をマスコミやスキャンダルから守れ』と厳命し、ベンチの人間に対しても清原に都合の悪い采配ぶりなら激怒したと言う。清原のスキャンダルが週刊誌を賑わせるたびに、グループ内部の社員が怒鳴られた。後に清原が数々の事件や騒動を巻き起こし、最終的には薬物使用事件まで起こす程までに堕落した要因の一つが、堤の清原に対する過保護な姿勢であったとも指摘されている。現場のことは球団重役の根本陸夫に任せ、基本的には介入しない主義であったが、リーグ5連覇を逃した1989年は、10月19日にシーズン終了報告に訪れた当時の森祇晶監督に対しマスコミの面前で「監督がやりたいんであればどうぞ」「せっかく集まってもらったんだけど、何も話すことないや。困っちゃうな」「パリーグの人気が上がったということに関しては、森監督はリーグ表彰されていい。私は不満だけど、連盟サイドとしてはよかったんではないか」と皮肉も交えて言い放ったため物議を醸し、予想以上の反響に三週間後の11月10日に報道陣に釈明のコメントを残すことになった。これに対して、森は内心忸怩たる思いであったという。1982年から1988年まで西武の選手で森の後任監督だった東尾修は「オーナーと監督との関係は良好とは言えなかった。堤オーナーは森さんを「中継ぎ監督」として就任させたものの、就任から3年連続日本一を成し遂げたため辞めさせることが出来なかった。森さんもそれを察していて引き際探っていたのだろう。」、「堤さんはとにかく負けず嫌いなのである時フロントを通じてある時は直接電話で指示が飛んできた。誰を使え、誰を2軍に落とせといった類のものだ。ただその通りは出来ない時は出来ない理由を説明すればわかってもらえた。」と述べている。
1993年（平成5年）には、球団買収後に待遇改善の代わりに「本業への専念」を理由に禁止していた選手のCM出演を「選手の一般層への知名度の向上」を理由に解禁するなど、方針転換を行っている。

#### ホテル事業
プリンスホテルは品川や高輪・赤坂・新宿・サンシャインシティ・新横浜・幕張・大津・札幌・広島などで次々と大型ホテルを開業させ、苗場、富良野、軽井沢、箱根、ニセコ、雫石、万座など西武が開発したリゾート地でも開業や増床を進めたことにより、1994年（平成6年）には2万室を超えて当時日本一のホテルチェーンになるまで成長した。赤坂・幕張・大津・パークタワー・横須賀は丹下健三、軽井沢・下田・六本木・函館大沼・札幌は黒川紀章、箱根・高輪・新高輪・京都宝ヶ池・横浜・三養荘（増築）は村野藤吾など日本を代表する一流建築家に設計を依頼している。
特色として、景色がよい場所に立地しているホテルが多いことから、競合他社ホテルチェーンと比較して窓がとても大きく、カーテンは壁面に隠れる設計になっているが、これも堤義明の指示である。
21世紀の現代では一般的な「ホテルのディナーショー」を発案したのは堤義明である。1978年に東京プリンスホテルに3000人収容の大宴会場｢鳳凰の間｣が開業する際、｢空間を利用してお客の育成、開発を考えよう｣という堤義明の発想により、当時、五木ひろしのラスベガス公演を知った堤は、ディナーショー形式でそのまま鳳凰の間に持ってきた。これが大成功を納め、その後様々な歌手のディナーショーが開催されることになった。プリンスホテルは新高輪プリンスホテルの5000人収容の｢飛天｣など、多くの主宴会場(ホール)を有しており、空間を売る一つの戦略と言える。

#### スキー事業
冬の軽井沢に人を呼ぶ方法として人気を呼んだスケートセンターは、中央自動車道が完成すると、河口湖にできた富士急行のスケートセンターに押されてしまった。これを教訓化した義明は、全国のスキー場適地を綿密に調べ上げて「ここは絶対に他社にマネされない」と新潟県の苗場を選んだ。苗場は、スキー場では日本一の集客数を誇った。
スキー場は苗場のほか、雫石、ニセコ、富良野、万座、志賀高原、妙高、鰺ヶ沢などで開業するなど、1987年には33箇所になるまで成長した。合理化で大幅に減少した現在でも日本一のスキー場保有数を誇る。近代的な設備からFISアルペンスキーの世界選手権大会やワールドカップでは苗場、富良野、志賀高原、雫石が選ばれ、富良野は計8回、苗場は計3回開催されている。
ちなみに国鉄末期から運行開始されたシュプール号であるが、その前身は義明が考案した「スキートレイン」である。1982年（昭和57年）に初めに、当時の国鉄総裁・高木文雄との対談で、｢上越新幹線の開通で上越線ががら空きになってしまうのではないか」という心配に対し、義明は「レールが空いているのなら売ればいい」とスキー専用列車を考案したところ、高木も即座に同意し、同年末から上野駅・新宿駅から中里スキー場最寄り駅の越後中里を結ぶ「スキートレイン中里号」が運行を開始した。これが好評だったことから、1986年には札幌 - 富良野（富良野スキー場最寄り駅）を結ぶ「フラノエクスプレス」が、1988年には札幌－ニセコ間の「ニセコエクスプレス」（ニセコスキー場最寄り駅）が運行を開始した。

#### ゴルフ事業
ゴルフ場は、軽井沢72ゴルフコース、川奈ホテルゴルフコース、武蔵丘ゴルフコースなど29を数える。国内資本ではゴルフ場数日本一である。

#### 地域への貢献
事業所には富良野や雫石、鰺ヶ沢、ニセコ、広島、北九州、阿蘇、アラスカ州アリエスカ、ハワイ州マウイ島など現地自治体や企業から要請されて進出したケースも多い。義明は「地元の反対を押し切って進出しても事業は成功しない」と考えていたため、地元出身者を積極的に採用したり、地元業者に仕入れを依頼することによって、地域の雇用や税収を増加させ、地方経済を活性化させた。
地元自治体の要請を受け、広島市に自社ホテルの進出を決定したが、そこは経営破たんした造船所の敷地であった。契約では造船所を存続させる義務は無かったものの、義明の配慮により造船所の経営再建も決定。この造船所を西武グループの傘下に収めて、西武造船として再出発させ、造船所で働いていた社員の雇用を守り抜いた。

#### バブル景気での絶頂と翳り
1980年代後半のバブル景気真っ只中、米国の経済誌『フォーブス』に「世界一の大富豪」(The World's Billionaires) として取り上げられ、個人資産の総額は3兆円と報じられた。義明は日本人として、世界一の大富豪となった唯一の人物である。
ヘリコプター（アメリカ合衆国大統領専用機と同型とされる）に搭乗し、神奈川県の自宅から渋谷区神宮前のコクド本社への“通勤”や、プリンスホテルなど運営施設への移動あるいは施設上空から偵察している姿は、マスコミでもよく報じられた。
バブル崩壊によって、西武グループの経営が厳しくなり始めたが、義明は総帥の座に留まり続けた。2002年4月の「品川プリンスホテル『エグゼグティブ（現:アネックス）タワー』」の開業時には、小泉純一郎首相（当時）・森喜朗をはじめとする大物代議士、モーニング娘。・石原軍団メンバー、長嶋茂雄、浅丘ルリ子など時の著名人を含む2000名を招待したパーティーを開催している。

### 西武王国との別離
2004年4月8日に西武鉄道が総会屋に利益供与をしていたことが発覚（→西武鉄道総会屋利益供与事件）し、経営の総責任者の座を降りた。ただし辞職したのは西武鉄道の会長職のみで、ライオンズのオーナー、コクド（2006年にプリンスホテルと合併し消滅）会長には留まった。
同年に起きたプロ野球再編問題では26年ぶりに出席したオーナー会議で「（大阪近鉄バファローズとオリックス・ブルーウェーブ以外に）もう1つの合併が進行中」と発言し、渦中の人物となる。しかし、ロッテ、西武、ダイエーが球団を単独で保有することに固執したため、ダイエーはソフトバンクに身売りしたが、第二の合併は当事者間の合意すらできなかった。
同年10月13日、有価証券報告書への虚偽記載の責任を取り、新高輪プリンスホテル「平安の間」で会見、コクドおよび西武鉄道をはじめとする、すべてのグループ会社の役員職から辞任する事を発表した。これは後に西武鉄道証券取引法違反事件へと発展し、株式上場をしていた西武鉄道・伊豆箱根鉄道は東京証券取引所から上場廃止処分が下される。

#### 証券取引法違反事件
2005年3月3日、西武鉄道株式に関する証券取引法違反（有価証券報告書の虚偽記載、インサイダー取引）の疑いで東京地検特捜部に逮捕され、3月23日、東京地裁に起訴された。
10月27日、一審の東京地裁にて懲役2年6月、罰金500万円、執行猶予4年（求刑懲役3年、罰金500万円）の判決を言い渡され、被告側・検察側とも控訴せず、判決どおり有罪が確定し、失脚した。
2009年10月、執行猶予期間満了。その後、西武鉄道グループはメインバンクであったみずほグループ出身の後藤高志へ経営権が移り、コクド・西武鉄道・プリンスホテル間をめぐる堤家との複雑な資本関係は、西武ホールディングス発足と第三者割当増資によるサーベラスらの外部資本注入により整理された。
堤自身が保有する西武ホールディングス（以下HD）株は逮捕後に大きく減ったが、一方で堤家の資産管理会社であるNWコーポレーション（以下NW社）の大株主という地位を保持し、そのNW社が西武HDの大株主だったことから、その後も西武グループに間接的な影響力を残していた。しかし、2016年2月、堤が持つNW社の全株式を西武HDに譲渡する形で、西武HDが一般株主から起こされていた株主代表訴訟で発生した賠償費用のうち、NW社株の譲渡分248億円、また自ら持つ西武HD株の売却で7億円の計255億円を負担することになり、堤は西武HD株の所有がゼロになることが発表された。西武HDは、NW社株式約43％を所有することになる。これによって、堤は西武との資本関係が切れた。

### 日本オリンピック委員会（JOC）特別功労者
2011年7月16日、グランドプリンスホテル新高輪で催された日本オリンピック委員会（JOC）と日本体育協会の創立100周年祝賀式典に招待され、初代日本オリンピック委員会会長を務めた経緯から特別功労者として表彰された。この行事で、2020年夏季オリンピックで東京への誘致表明を行う石原慎太郎東京都知事の隣に立つ写真や映像あるいは功労者受賞についての文章が、時事通信社・共同通信社と、朝日新聞・毎日新聞で配信・掲載され、久しぶりのメディア露出となった。しかし、朝日新聞紙面上に掲載された写真には石原の左隣に義明が写っているにもかかわらず、キャプション（説明文）では義明について言及されていない。この件と義明の最近の動向を絡めた記事が週刊新潮に掲載された。
2013年6月27日のJOC評議会で、JOC最高顧問への就任が決定した。

## 略歴
- 1934年
  - 5月29日 - 東京に堤康次郎・石塚恒子の間に生まれる（康次郎の子としては三男）。本籍地は滋賀県。
- 1957年
  - 3月 - 早稲田大学第一商学部卒業。
  - 10月 - 国土計画興業（後の「コクド」）代表取締役（1965年社長、1995年会長）
- 1960年
  - 5月 - 西武鉄道取締役。
- 1964年
  - 5月 - 伊豆箱根鉄道社長（〜1970年5月）。
- 1965年
  - 11月 - 西武鉄道副社長。
- 1973年
  - 11月6日 - 同社長[19]。
- 1976年
  - 7月 - プリンスホテル社長（〜1987年6月）。
- 1989年
  - 1月 - 西武鉄道会長。
  - 8月 - 日本オリンピック委員会委員長（〜1990年5月）。

## 人物

### 徹底的であった社員への監視

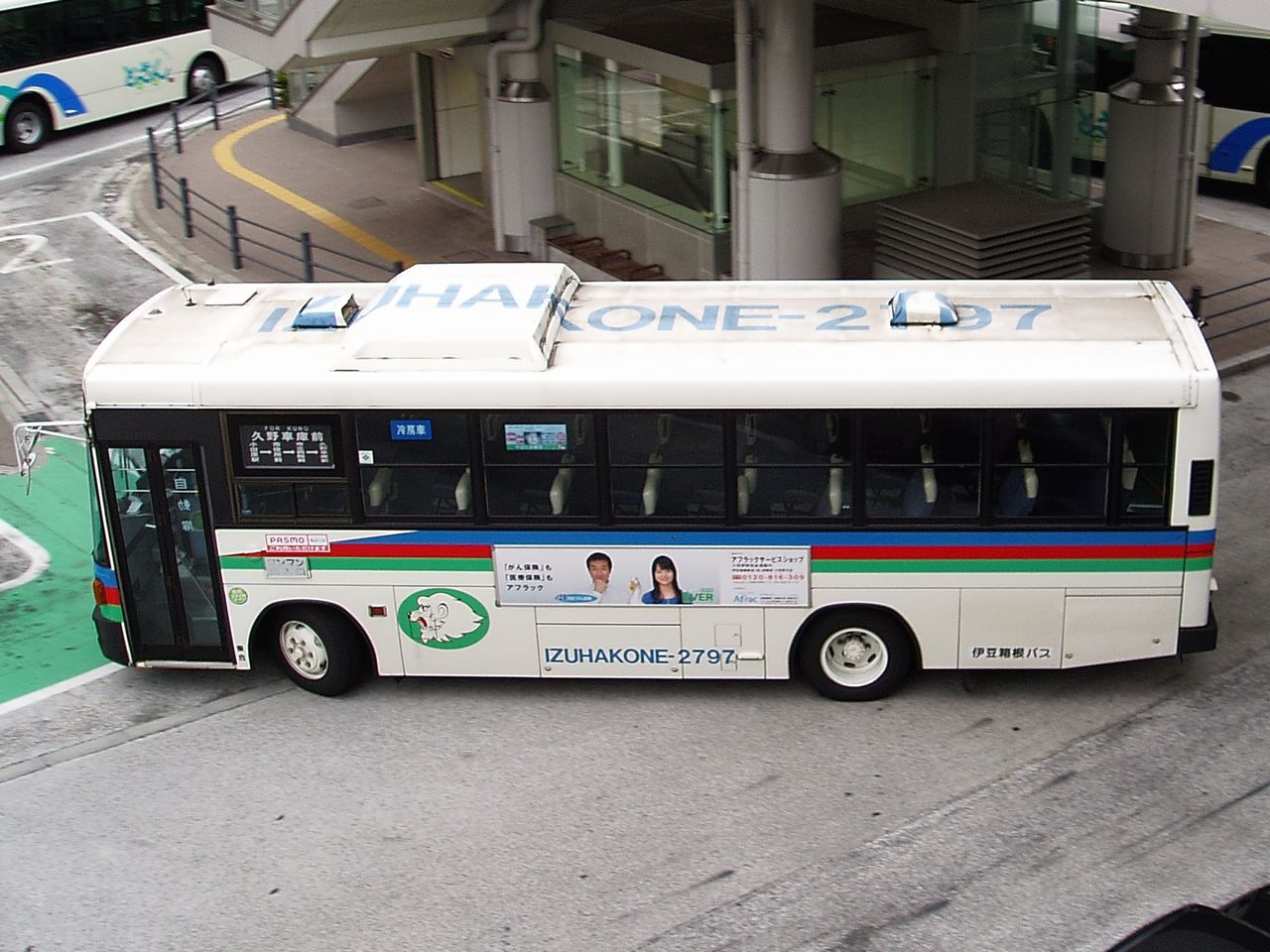
ヘリコプターから見えるように屋根に番号を記した西武グループのバス（伊豆箱根バス）

ホテル経営に関しては完全なトップダウン方式で、ホテル内部の設計などにまで細かく指示を出した。鉄道事業においても、運転士・車掌・駅員の規律を細かく就業規則で規定し、昨今の鉄道事業者ではあまり見られない、運転士が制帽の顎紐を着用することを義務付けていた（常時顎紐着用が運転士に義務付けられている他鉄道事業者は秩父鉄道、京浜急行電鉄、阪神電気鉄道などに限られている）。
バス事業では、全てのバスの屋根に番号を記載して上空からヘリコプターできっちりと経路通りに運行しているかを自ら監視するなどした。現在ではGPS対応の車載機を使用すれば営業所内であっても位置が把握可能であるため、こうした原始的かつ手間やコストが莫大となるこの監視方法は採用されていない。なお別の理由であるが、屋根上への社番の表記は他のバス事業者でも実施する事例が増えており、特に2000年に発生した西鉄バスジャック事件以降、被害を受けた西鉄バス（西日本鉄道直営のバス部門）をはじめ、東急バスや大阪シティバス（旧・大阪市営バス）など、テロおよびバスジャック対策として屋根に社番を表記する事業者が増加している。
しかし義明自身が社長の会社はほぼ全て本人が指示したが、それ以外の会社はその会社の社長にほぼ全て任せていた。豪華な私生活や総資産の多さが話題になることが多かったが、履物は履けなくなるまで履き、食事に関しても社員教育で食べ残しをしないように厳しく指導、プリンスホテルのレストランでも食べ残しを減らす観点からビュッフェスタイルを推奨するなど、戦後の日本での貧困時代を知る者らしい一面もあったという。

### スポーツとの関わり
日本のスポーツ界への影響力は大きく、グループ再編が行われ義明から経営権が離れた現在も、西武グループは、スキーやゴルフをはじめとするスポーツリゾートの最大手企業であり、保有するスキー場やゴルフ場の数は国内資本としては日本一を誇る。
資金力を背景に、JOC会長なども歴任した。長野オリンピック招致は、時の国際オリンピック委員会会長・フアン・アントニオ・サマランチとも親しかった義明の力に負うところが大きいといわれている。
スケートやスキー選手育成に力を入れた。スケート選手をプリンスホテルや国土計画に所属させることにより、生活を安定させるとともに練習に専念できる体制をとった。そして、伊藤みどり、八木沼純子、荒川静香、黒岩彰らを輩出した。また、現役や未来の選手への経験の場、引退後のスケーターの活躍の場として1978年からプリンスアイスワールドを始めた。スキーでは引退した岡部哲也や木村公宣などをプリンスホテルスキースクールに招き入れ、スキー選手を養成している。2005年1月、渡部絵美は堤からセクシャル・ハラスメントがあったことを週刊誌上で告発した。永年日本のウィンター・スポーツの運営をほぼ独占してきた堤が渡部に立腹、渡部がリンクのロッカーすら使えないようにするなどのパワー・ハラスメントがあったと主張した。
女子プロボウラー1期生にしてJLBC代表であった須田開代子から女子プロボウリングのトーナメントスポンサーにと懇願され、JLBCクイーンズオープンプリンスカップを当時の最高賞金額である優勝賞金500万円、賞金総額1,200万円で創設。須田の葬儀にも品川プリンスホテルボウリングセンターのフロアー半分を無償にて提供。後に軽井沢プリンスカップ、BIG BOX東大和CUP等、数々のプリンスカップで女子プロボウリングトーナメントに大きな功績をもたらす。このことは、須田の遺書にも感謝の意が記されていた。
2004年のプロ野球再編問題でも、中心的な役割を果たした一人となった。しかし、西武ライオンズの合併相手が見つからず、1リーグ移行の目論みは失敗。その後不祥事が発覚し、西武オーナーを辞任した。堤がオーナーを辞任した後、楽天の新規参入が認められた。
アイスホッケーチーム（西武鉄道アイスホッケー部、コクドアイスホッケーチーム=後にコクドに一本化、2006年、西武グループ再編に伴い、チーム名をSEIBUプリンス ラビッツと改称→2009年廃部）や、野球でもプロ野球・パ・リーグの西武ライオンズと、社会人のプリンスホテル硬式野球部（廃部）を運営した。

## 人物評
- 松下幸之助「西武にはすごい二代目が出ましたな。あの人は二代目やのうて、やってはることは創業者ですわ。それに、新規に事業を興されるときの目の付け所がええ。企画力でんな。ほんまに凄い人ですわ」「地味な人柄がええ。派手なのはあかん。経営はコツコツが第一ですわ」[22]
- 田中角栄「彼は明日の日本をしょって立つリーダーだね」[23]
- 今里広記「堤康次郎が残した最大の遺産は義明君だったかもしれないね」[24]
- 永野重雄「昭和生まれのナンバーワン経営者」[24]

## 語録
- 「頭のいい人は要らない。頭のいい人はお金をだせばいくらでもいい知恵を出してくれるが誠意は買えない。」[25]
- 「どうせもう崩壊って言われてんだ。崩壊したら崩壊したでいい。また一から作り直せばいい」（平成不況期に）
- 「（西武鉄道上場について）何でかわからない。そういうことも含めていろいろ甘かった」（引退会見にて）
- 「監督がやりたいんであればどうぞ。また頑張ってやってください」（1989年10月、西武ライオンズ監督の森祇晶に対して。森は監督としてライオンズを1986年から1988年と1990年から1992年まで2度も3年連続日本一に導いた。1989年は終盤まで優勝を争ったもののパ・リーグ3位で終わった）
- 「もったいないから、少しでも高く売れ」（上場維持のために裏で株を売らざるを得なくなったときに下した部下への命令）
- 「定休日が欲しい管理者はうちの会社にはいりません。」[25]
- 「私は会長で別に社長を置いている会社は徹底的に任せる。逆に私が社長をしている会社は全部自分がやる」[25]
- 「私は定期異動という言葉が嫌いだ。どこにでも通用するプロを育てるためには、適職と思ったら十年間は同じ仕事をさせる」[26]

## スポーツ界での足跡
- 1973年 - 日本アイスホッケー連盟会長
- 1977年 - 日本体育協会理事
- 1978年 - 西武ライオンズオーナー
- 1983年 - 日本体育協会副会長（〜1990年）
- 1986年 - 全日本スキー連盟会長（〜2004年）
- 1989年 - 日本オリンピック委員会（JOC）初代会長（〜1990年）
- 1990年 - 日本体育協会理事（〜2004年）
- 1992年 - アルベールビル冬季五輪日本選手団長
- 1997年 - JOC名誉会長（〜2004年）
- 2000年 - 国際オリンピック委員会（IOC）栄誉委員
- 2003年 - 日本アイスホッケー連盟名誉会長（〜2004年）
- 2013年 - JOC最高顧問

## 主な役職
- コクド社長・会長
- 西武鉄道社長・会長
- プリンスホテル社長・会長
- 西武建設会長
- 西武ゴルフ社長・会長
- 西武商事会長
- 西武運輸会長
- 伊豆箱根鉄道社長・会長
- 西武建材取締役
- 西武ライオンズオーナー
- 日本オリンピック委員会 (JOC) 会長・名誉会長・最高顧問
- 国際オリンピック委員会 (IOC) 栄誉委員
- 日本体育協会理事
- 日本アイスホッケー連盟会長・名誉会長
- 全日本スキー連盟会長
- 日本経団連理事
- 日本ツーリズム産業団体連合会会長
- 日本観光協会理事
- 国立公園協会理事
- 三康文化研究所理事

## 家族・親族

### 堤家

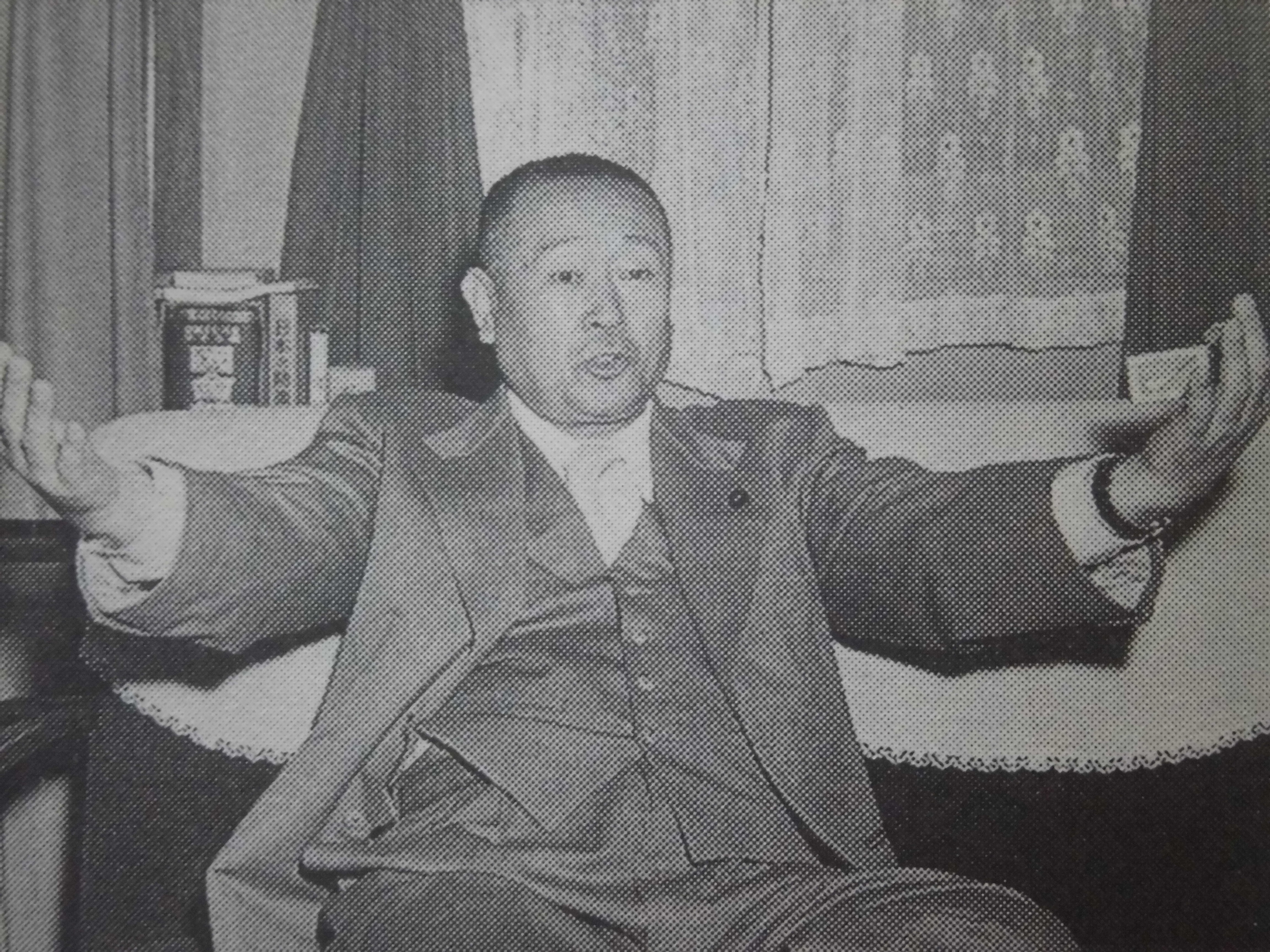
衆議院議長に就任した堤康次郎

（滋賀県愛知郡愛荘町、神奈川県二宮町、東京都）
- 父・康次郎（1889年生。実業家、政治家）
- 母・石塚恒子（1913年生。新潟県、歯科医・政治家石塚三郎の娘、未入籍）
- 弟
  - 康弘（元豊島園社長・元西武建設取締役）
  - 猶二（東京テアトル取締役、元プリンスホテル社長）
- 異母兄弟
  - 淑子（母は西沢コト、元西武鉄道社長小島正治郎の妻）
  - 清（母は岩崎その、元近江鉄道社長）
  - 清二（母は青山操、セゾン文化財団理事長）
  - 邦子（母は青山操、エッセイスト、森田重郎の妻、のち離婚）
- 妻・由利

当時の三井物産海外施設部次長の長女。政略結婚を含めたさまざまな縁談があったが、財閥でも名門でもない「サラリーマンのお嬢さん」である由利と見合い結婚をした。義明の母・恒子の友人からの紹介であったという。
- 子供
  - 正利（長男、1970年-）
  - 千香（長女）
  - 広利（次男、1975年-）

## テレビ番組
- 日経スペシャル ガイアの夜明け 西武王国の崩壊（2005年3月8日、テレビ東京）[29]。